# Marcos Pérez Jiménez
Marcos Evangelista Pérez Jiménez (n. 25 aprilie 1914, Venezuela - d. 20 septembrie 2001, Venezuela) a fost un militar și om politic, președintele Venezuelei în perioada 19 aprilie 1953-23 ianuarie 1958, în perioada 1952-1953 președinte interimar, iar în perioada 1948-1954 Comandantul armatei.
A absolvit Academia Militară din Venezuela iar în 1945 și 1948 a fost implicat în câteva lovituri de stat.